# Desmame
Desmame é o período em que o bebê ou o filhote deixa de mamar o leite materno.

## Seres humanos
No caso do ser humano, não há um momento específico para que ocorra o desmame. A Organização Mundial da Saúde recomenda a amamentação como alimentação exclusiva até os seis meses de idade, e complementar de sete meses até 2 anos.
A Sociedade Brasileira de Pediatria recomenda o uso do copinho, em vez da mamadeira, para oferecer outros alimentos ao bebê, de forma a não prejudicar o desenvolvimento da fala e da dentição.

## No gado
Na criação de gado bovino, o desmame dos bezerros acontece entre 6 e 8 meses de idade. O ideal é que o processo aconteça no fim da temporada de chuvas e início da estação seca, quando as pastagens oferecem melhor qualidade e portanto boa alimentação ao animal recém-desmamado.